# رائد الأعمال (مجلة)
رائد الأعمال هي مجلة تحمل أخباراً حول رواد الأعمال, إدارة الأعمال الصغيرة، وفرص العمل. يتم نشرها بوساطة شركة رواد الأعمال الإعلامية، مقرها في إرفاين، كاليفورنيا.

## جوائز رواد الأعمال
- جائزة ارنست آند يونغ لرواد الأعمال.
- جائزة رولكس لرواد الأعمال الشباب.

## إشارات
1. 1 2 3  مذكور في: بوابة الرقم الدولي الموحد للدوريات. الرَّقم التَّسلسليُّ المِعياريُّ الدَّوليُّ (ISSN): 0163-3341. الناشر: ISSN International Centre. لغة العمل أو لغة الاسم: الإنجليزية.
2. ↑   صفحة المجلة على في شاونتايمز. نسخة محفوظة 27 ديسمبر 2011 على موقع واي باك مشين.
3. ↑   جاسون فيل في موقع Entrepreneur.com الإلكتروني. نسخة محفوظة 08 أغسطس 2013 على موقع واي باك مشين.

## وصلات خارجية
- مجلة رائد الأعمال.